# Segelfluggelände Fürth-Seckendorf

i7
i11
i13
Das Segelfluggelände Fürth-Seckendorf liegt in der Gemeinde Seukendorf im Landkreis Fürth in Bayern, etwa 9 Kilometer westlich von Fürth.

## Flugbetrieb
Das Segelfluggelände ist mit einer 630 m langen und 30 m breiten Start- und Landebahn aus Gras (Richtung 09/27) ausgestattet. Es besitzt eine Betriebszulassung für Segelflugzeuge, Motorsegler, Ultraleichtflugzeuge und Motorflugzeuge bis 2000 kg höchstzulässiger Abflugmasse mit Schleppkupplung. Motorflugzeuge sind nur nach Rücksprache mit dem Platzhalter und nur zum Zweck des Rückschlepps von Segelflugzeugen zugelassen. Starts und Landungen von Ultraleichtflugzeugen ortsfremder Piloten sind nur nach vorheriger Genehmigung des Platzhalters erlaubt (PPR). Der Start von Segelflugzeugen erfolgt ausschließlich per Flugzeugschlepp. Der Halter und Betreiber des Segelfluggeländes ist der Aero-Club Fürth e. V.

## Geschichte
Der Aero-Club Fürth e. V. wurde am 9. September 1950 gegründet. Das Segelfluggelände wurde 1962 in Betrieb genommen.